# Vuelo 85 de Northwest Airlines
El vuelo 85 de Northwest Airlines fue un vuelo que el 9 de octubre del 2002 tuvo que aterrizar de emergencia en el Aeropuerto Internacional Ted Stevens Anchorage, en Alaska (Estados Unidos) tras el atascamiento del timón de cola en pleno vuelo.

## El incidente
El vuelo 85 de Northwest Airlines, llevado a cabo en un Boeing 747-400, salió del Aeropuerto Internacional de Detroit para un vuelo de alrededor de 3 horas y media hacia Anchorage, para recargar combustible, recoger pasajeros y partir hacia Narita. Tan solo 2 horas luego de partir de Anchorage el Timón de cola se atascó debido a que el avión se había usado anteriormente como aeronave de pruebas, antes de ser vendido a la aerolínea. El avión estuvo casi dos horas volviendo al aeropuerto. El avión tocó tierra poco después de las 18:15 hora local en el Aeropuerto Internacional Ted Stevens Anchorage
Afortunadamente todos los pasajeros a bordo del avión sobrevivieron y tampoco hubo heridos. A cada miembro de la tripulación se le otorgó el premio superior de aviación por el hecho de poder aterrizar sanos y salvos en Anchorage.

## Aeronave
El avión involucrado era un Boeing 747-400 fue construido por Boeing para pruebas de vuelo como N401PW, antes de ser registrado nuevamente como N661US y entregado a Northwest Airlines (el cliente de lanzamiento para el 747-400) el 26 de enero de 1989. El avión fue entregado más tarde a Delta Airlines el 29 de octubre de 2008. El avión fue preservado en Delta Heritage Museum el 30 de abril de 2016.